# A háború, amely véget vet minden háborúnak

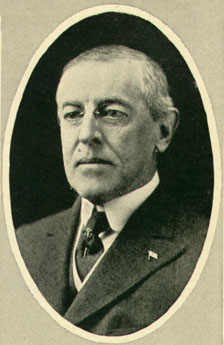
Woodrow Wilson amerikai elnök. Legtöbbször (tévesen) neki tulajdonítják ezt a megnevezést.

A háború, amely véget vet minden háborúnak vagy A háború, amely véget vet a háborúnak (angolul: The war to end war vagy The war to end all wars) szerkezetet az első világháború megnevezésére használták a kortársak. Az eredetileg optimista, idealisztikus megnevezést a háború után már inkább szarkasztikus, ironikus értelemben használták csak.

## Eredete

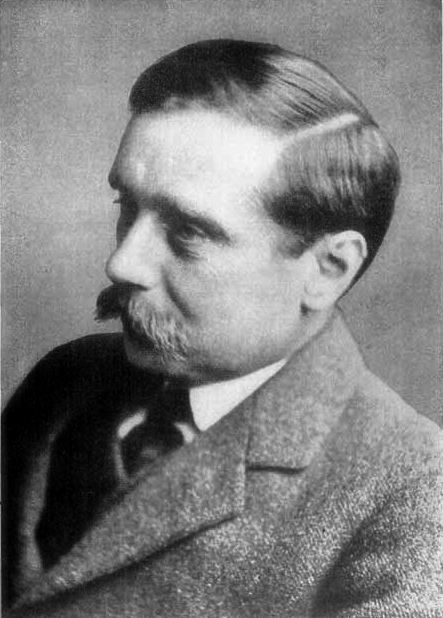
H. G. Wells brit író, újságíró, aki a kifejezést eredetileg megalkotta

A háború kitörése (1914 augusztus) után H. G. Wells brit író, újságíró számos cikket publikált a háborúról a londoni újságokban, amelyeket később „A háború, amely véget vet a háborúnak” (The war that will end war) című kötetben adtak ki együtt. Wells a központi hatalmakat okolta a háború kitöréséért és úgy vélte, hogy csak a militarista Németország veresége vethet véget a háborúskodásnak. Wells a kifejezés rövidebb formáját (the war to end war) használta az 1918-ban megjelent „A negyedik évben” (In The fourth Year) cikkében is, ahol megjegyezte, hogy a kifejezés 1914 második felében „eléggé elterjedt”. Valójában a háború kezdeti időszakában ez lett az egyik leggyakrabban használt kifejezés a háború megnevezésére.
Az utókor sok esetben Woodrow Wilson amerikai elnöknek tulajdonítja a kifejezést, pedig Wilson csak egyszer használta. Azonban a „tegyük a világot biztonságossá a demokráciáért” kifejezéssel együtt jól összefoglalta Wilson politikai nézeteit azzal kapcsolatban, hogy Amerikának be kell lépnie a háborúba az antant oldalán, hogy biztosítsa az alapvető emberi szabadságjogokat.

## Későbbi használata
A kifejezést, amelyet kezdetben idealisztikus értelemben használtak, már a kortársak is kezdték szkeptikus, ironikus értelemben használni. David Lloyd George miniszterelnök állítólag így használta: „Ez a háború, akárcsak a rákövetkező, lesz az a háború, amely véget vet a háborúnak”. Miután a politikusok, katonák és a közvélemény számára egyre nyilvánvalóbbá vált, hogy ez a konfliktus nem tud véget vetni az európai háborúskodásnak, egyre cinikusabb, ironikusabb értelemben kezdték használni. Archibald Wavell brit tábornagy a háború utáni béketárgyalásokra utalva mondta: „A háború után, amely véget vet a háborúnak, most úgy látszik, hogy sikeresen megalkották a békét, amely véget vet a békének”
1932-ben kiadott regényében (The Bulpington of Blup) már maga Wells is ironikusan használta a kifejezést. A kifejezést az utókor már nemcsak az első világháborúra, hanem más fegyveres konfliktusokra és általános értelemben is használja. Walter Lippmann 1967-ben írt az amerikai Newsweek hetilapban: „a téveszme, hogy bármelyik háborút is vívjuk, az mindig a háború, amely véget vet a háborúnak”, míg Richard Nixon amerikai elnök egy beszédében azt mondta: „nem állítom azt, hogy a Vietnámban vívott háború lesz a háború, amely véget vet a háborúnak”.

## Fordítás
- Ez a szócikk részben vagy egészben  a   The war to end war című angol Wikipédia-szócikk ezen változatának fordításán alapul.  Az eredeti cikk szerkesztőit annak laptörténete sorolja fel. Ez a jelzés csupán a megfogalmazás eredetét és a szerzői jogokat jelzi, nem szolgál a cikkben szereplő információk forrásmegjelöléseként.